# Горличина
Горличина (пол. Gorliczyna) — село в Польщі, у гміні Переворськ Переворського повіту Підкарпатського воєводства.
Населення — 1995 осіб (2011).

## Історія
Село вперше згадане в 1394 р. у привілеї переворському кляштору (римо-католицькому монастирю) на закріпачення ряду сіл, серед яких була Горличина. Так була розпочата півтисячолітня колоніальна політика латинізації та полонізації українців лівобережного Надсяння.
За даними Шематизму 1835 р. в селах Горличина і Буди було 23 греко-католики, які належали до парохії Миротин Каньчуцького деканату Перемишльської єпархії. Наступного року вже подана кількість греко-католиків окремо щодо Горличини — 10 осіб. Надалі кількість греко-католиків зменшувалась і востаннє в згадана Горличина у переліку сіл парохії в Шематизмі 1918 року, вже без вказівки числа парохіян у селі.
У 1975-1998 роках село належало до Перемишльського воєводства.

## Демографія
Демографічна структура станом на 31 березня 2011 року:
|          | Загалом | Допрацездатний вік | Працездатний вік | Постпрацездатний вік |
| -------- | ------- | ------------------ | ---------------- | -------------------- |
| Чоловіки | 964     | 230                | 629              | 105                  |
| Жінки    | 1031    | 240                | 570              | 221                  |
| Разом    | 1995    | 470                | 1199             | 326                  |